# Clermont (Australie)
Pour les articles homonymes, voir Clermont.
Clermont (1 854 habitants) est une ville située dans le Queensland, en Australie. La ville est située à 945 km de Brisbane, à 274 km au sud-ouest de Mackay, au croisement des routes Gregory et Peak Down.

## Histoire
Le nom de la ville proviendrait du nom d'un des membres de l'expédition de Ludwig Leichhardt qui traversa la région en 1845.
Mais Clermont n'a été fondée qu'en 1864 après de la découverte d'or dans la région en 1861.
Dans les années 1880, une importante population chinoise s'établit pour travailler dans les mines, ce qui a causé des émeutes raciales après lesquelles les Chinois ont été chassés (1888).
Une inondation s'est produite en 1916 qui a tué 65 personnes. Elle reste l'un des plus importants désastres naturels que l'Australie ait connu. La ville, qui était construite en bois, a été transférée par la suite plus haut pour être à l'abri des inondations.
La ville de Clermont reste aujourd'hui un centre minier et agricole d'importance.
Clermont possède un aéroport (code AITA : CMQ).